# تشارلز إف. كيمبل
تشارلز إف. كيمبل (بالإنجليزية: Charles F. Kimball)‏ هو رسام أمريكي، ولد في 31 أكتوبر 1831 في مونموث في الولايات المتحدة، وتوفي في 1903.